# Стокмарр, Йоханна
Йоханна Амалия Стокмарр (дат. Johanne Amalie Stockmarr, 21 апреля 1869 — 2 февраля 1944) — датская пианистка, прославившаяся своей виртуозной игрой.

## Биография
Йоханна Стокмарр родилась в Копенгагене в 1869 году. Она была дочерью скрипача Фердинанда Тюхо Николая Стокмарра и Ане Эмилии Раун. Она росла в музыкальной семье, включая дядю и двух кузин, являвшимися пианистами.
В 1885 году она поступила в Королевскую датскую консерваторию, где училась по классу фортепиано у Эдварда Хельстеда. В 1889 году после её выступления в копенгагенском театре Casino ей выделили грант на дальнейшее обучение в Париже у пианиста Анри Фиссо. По возвращении в Копенгаген Йоханна продолжила своё обучение у Франца Неруды.
Под руководством дирижёра Неруды Йоханна дала несколько концертов в Копенгагене, в частности, в Musikforeningen в 1898 году, где она исполняла Концерт для фортепиано с оркестром № 2 Чайковского. В дальнейшем Йоханна продолжала выступать с концертами в разных странах Европы, посетив Великобританию, Швецию и Норвегию, часто вместе с сестрой Франца Неруды Вильмой, называемой в Лондоне леди Халле. Вильма представила Йоханну королеве Александре Датской, которой она играла во время визита в Данию. На концертах в Лондоне Йоханна и Вильма играли в четыре руки. Йоханна также учила игре на фортепиано королеву Александрину и принцессу Дагмару.
В 1906 году Йоханна Стокмарр играла в Куинс-холле концерты Эдварда Грига под руководством самого Грига. Она часто исполняла произведения Грига, в том числе для радиопередач BBC в 1928 году. На концерте в Tivolis Koncertsal (Копенгаген), проводившемся в честь 100-летия со дня рождения Эдварда Грига, она исполняла его концерт для фортепиано с оркестром.
Таланты Йоханны были высоко оценены: в 1909 году её присвоили титул придворной пианистки, в 1918 году наградили медалью Ingenio et Arti, в 1929 году — премию Тагеи Брандт, а в 1939 году — Королевской медалью Воздаяния. Ей также вручили Стипендию чести от Kulturelle Fond.
Йоханна Стокмарр умерла в Копенгагене в 1944 году.